# Карасу (приток Африна)
Кара́су (тур. Karasu — «черноводная»; араб. قره صو‎) или Асва́д (араб. السسود‎ — «чёрная [река]»;) — река в Турции в провинциях Газиантеп и Хатай. На части своей протяженности она образует границу с провинцией Алеппо в Сирии. Длина реки — 120 километров. Средний годовой расход воды — 40 млн м³ (1,27 м³/с).
Карасу впадает в реку Африн на месте бывшего озера Амик, и её воды теперь текут в Оронт по каналу. Основной приток — река Карпынар — впадает справа. Другие притоки — Чалган (пр), Есемек (лв), Домдом (лв), Катранджи (лв).
Климат бассейна реки — средиземноморский, годовая норма осадков — 600—900 мм. На реке находится водохранилище Тахтакопру площадью 24,3 км² и объёмом 200 млн м³, сооружённое в 1975 году. Бассейн реки расположен на территории рифтовой зоны.